# The Star Dreamer
|  | Denne artikel er oprettet af botten PalnaBot ud fra en ekstern database. Den kan derfor have sproglige fejl eller mangler. Denne skabelon kan fjernes efter kontrol af indholdet. |

The Star Dreamer er en portrætfilm fra 2002 instrueret af Sonja Vesterholt, Mads Baastrup efter manuskript af Sonja Vesterholt.

## Handling
I ly af halvtredsernes og tressernes rumkapløb mellem USA og Sovjetunionen arbejdede den sovjetiske instruktør Pavel Klushantsev (1910-1999) med nyskabende og særdeles virkelighedstro science fiction-film, hvis indflydelse på genren skulle komme til at række årtier frem. Klushantsev begyndte sin karriere i 1920'erne med at lave propagandafilm for hæren og overlevede kun ved et mirakel Stalin-tidens terror og siden tyskernes besættelse af Leningrad under anden verdenskrig. Gennem arkivmateriale, klip fra Klushantsevs værker og vidneudsagn tegner »The Star Dreamer« et portræt af en visionær drømmesjæl, der - tilskyndet af de historiske omstændigheder og inspireret af den teknologiske udvikling - kom til at se rumrejsen som menneskehedens håb.